# Danmarks rigsvåben
Danmarks rigsvåben består af tre gående, blå løver med røde tunger og kronet med gyldne kroner. Et gyldent skjold udgør baggrunden og dette er belagt med 9 røde hjerter, eller som de officielt betegnes, søblade. Farven på løvernes kløer er ikke fastsat officielt, men i nyere gengivelser har løverne tit gyldne kløer. Den blå farve står for  kongelighed, efter gammel dansk skik. 
Det tidligste kendte eksempel på Danmarks våbenmærke er et segl brugt af Knud 6. omkring 1194, dog kan farverne tidligst påvises i en våbenbog fra omkring 1270. Oprindeligt vendte løverne ansigterne mod beskueren, og antallet af hjerter var ikke fastlagt og kunne være langt større end i dag. Udseendet af hjerterne varierer i de tidlige gengivelser af våbenskjoldet, hvorfor hjerterne også tit betegnes som søblade. Hvis denne skelnen har været bevidst tilsigtet, er den gået tabt allerede i middelalderen. Kongevåbnet blev sidste gang ændret i 2025 ved kongelig resolution.
Den nuværende udgave af tre-løve-våbnet blev indført af Frederik 6. i 1819, hvorved det blev præciseret, at de tre våbenfigurer fremover skulle kigge fremad og ikke mod beskueren, idet sidstnævnte type figur heraldisk betegnes som en "leopard" og ikke som en "løve". Den anden store ændring i 1819 var, at den norske løve udgik af rigsvåbenet efter at have befundet sig dér siden 1398. Sidstnævnte ændring skete efter svensk pres, pga. opløsningen af den dansk-norske union i 1814.
Endvidere bør bemærkes en udgave af tre-løve-våbenet, der optræder i Erik af Pommerns majestætssegl, hvori de tre løver sammen holder en Dannebrogsfane, på samme måde som i det senere amtsvåben for Sønderjyllands Amt. På samme måde kendes endvidere et gammelt lenssegl, hvori Sønderjyllands to løver ligeledes bærer en fane.
Danmark benyttede indtil 1959 et system med to rigsvåbnener, hhv. omtalt som det "store" og det "lille" rigsvåben, og et lignende system benyttes stadig i Sverige. Denne praksis ophørte ved, at det store rigsvåben blev omkategoriseret som symbol på kongehuset, hvorefter det ikke længere har været tilladt for statsadministrationen at anvende dette symbol, der herefter betegnes som "kongevåbnet". Ændringen betød bl.a., at udenrigsministeriet måtte gå over til brug af tre-løve-våbnet i stedet for det store våben, og kongevåbnet har siden da udelukkende måttet benyttes af kongehuset, kongelige hofleverandører og den kongelige livgarde.
Det tidligere "lille rigsvåben" betegnes i dag officielt som Danmarks "statsvåben" og består af tre-løve-våbnet kronet med en heraldisk krone tydeligt inspireret af Christian 5.s krone, men normalt gengivet som besat med perler, hvor originalens bøjler er besat med taffelslebne diamanter og normalt med en anden besætning af ædelsten end den fysiske kongekrone. Inden for de senere år ses kronen også gengivet uden hverken ædelsten, perler eller diamanter, og den optræder i denne skikkelse på danske pas.

## Kongevåben
Kongevåbnet 1972-2024 er mere indviklet og kan i sin grundstruktur spores tilbage til det af Frederik 6. i 1819 fastsatte rigsvåben. Skjoldet er kvadreret af et sølvfarvet kors med rød kant, som repræsenterer Dannebrog. Inden for heraldikken modsvarer sølv og hvid hinanden. I hovedskjoldets første og fjerde felt findes våbenmærket for Danmark; tre gående blå løver med røde tunger og kronet med guldkroner, omringet af ni røde hjerter, alt sammen på gylden bund. I andet felt findes Sønderjyllands våben; på gylden bund to gående blå løver med røde tunger. Disse er ikke kronede. Tredje felt skiller sig ud fra de andre ved at indeholde tre forskellige våbenmærker, alle på blå baggrund. Øverst findes tre kroner, officielt omtalt som symbol på Kalmarunionen, men identisk med Sveriges rigsvåben. Danmarks ret til at føre dette våben blev fastslået efter en krig med Erik 14. af Sverige, men Danmark forpligtede sig til gengæld til ikke at omtale symbolet som tegn på dansk overherredømme over Sverige. Under dette symbol repræsenterer en sølvfarvet vædder Færøerne og en ligeledes sølvfarvet isbjørn Grønland. Midt på Dannebrogskorset findes et hjerteskjold med symbolet på kongehusets stamland, Oldenborg i Nordtyskland. Dette våbenmærke indførtes i dansk sammenhæng af Christian 1., den første konge af Oldenborg-dynastiet, og består af to røde bjælker på gylden baggrund. Det oldenborgske dynasti uddøde med Frederik 7.s død i 1863, og våbenmærket blev herefter videreført af husets yngre linje Glücksborg, hvis første konge var Christian 9.
To vildmænd stående på en piedestal fungerer som skjoldholdere, og vildmændene stammer ligeledes tilbage fra Oldenborg-dynastiets tidligste tid. Rundt om våbenskjoldet hænger Dannebrogordenens og Elefantordenens ordenskæder, og skjold og skjoldholdere er omgivet af en rød hermelinsforet kongekåbe og kronet med Christian 5.s krone. Lignende skjoldholdere fandtes i kongeriget Preussens våben.
Tidligere anvendte en lang række statslige myndigheder det store våbenskjold, men brugen af kongevåbnet har siden 1959 været forbeholdt det danske kongehus, Livgarden samt hoffet. Endvidere har et udvalgt antal kongelige hofleverandører særlig tilladelse til at benytte kongevåbnet på deres produkter. Det kræver dog ikke særlig tilladelse at afbilde rigsvåbnerne i videnskabelige værker og kunstbøger. Kongevåbnet optrådte endvidere på de under Frederik 9. og Margrethe 2. udsendte 1- og 5-kronemønter mellem 1960 og 1988, men dette kan "retfærdiggøres" idet Grundlovens § 26 foreskriver at kongen slår mønt. Siden 1989 har kun statsvåbenet med de tre løver optrådt på danske mønter.

### Kongevåbnets forenkling i 1972
Kongevåbnets nuværende udformning er kraftigt forenklet i forhold til udgaverne benyttet fra Frederik 6. til og med Frederik 9., hvor kongevåbnet indeholdt yderligere syv våbenmærker, repræsenterende fem besiddelser tidligere regeret af danske konger: Holsten, Stormarn, Ditmarsken, Lauenborg og Delmenhorst. De udgik, i og med at hertug- og grevetitlerne ikke var arvelige, så dr Margrethe II førte dem ikke.  Samt to middelalderlige kongetitler: De Venders og de Goters Konge. Endvidere var Island repræsenteret i rigsvåbenet indtil 1948 idet Christian 10., som var død året før, også havde været islandsk konge indtil øen blev republik i 1944.
Symbolerne for de Venders og de Goters – hhv. en kronet gylden lindorm i rødt felt og en gående blå, ukronet løve i gyldent felt under hvilken ni røde hjerter – udgjorde indtil 1972 hovedskjoldets 4. felt. Delmenhorts gyldne kors befandt sig i hjerteskjoldet ved siden af Oldenborgs bjælker og de resterende fire våbener udgjorde til sammen et midterskjold der var placeret midt på hovedskjoldet, og som hjerteskjoldet så igen lå oven på. I hovedskjoldets 3. felt havde Islands våben siddet på den plads, som nu optages af Færøernes vædder. Dette våben var oprindeligt et rødt felt med en sølvfarvet flækket stokfisk med guldkrone, men dette karakteristiske våben blev i 1903 erstattet med en sølvfarvet falk på blå baggrund. Det islandske mærke udgik af kongevåbenet i 1948, mens symbolerne for de Venders, de Goters, Holsten, Stormarn, Ditmarsken, Lauenborg og Delmenhorst alle blev fjernet i 1972 af Dronning Margrethe. Ligeledes i 1972 blev formen på Dannebrogskorset i hovedskjoldet ændret fra buede korsarme (inspireret af ordenstegnet for Dannebrogordenen) til de nuværende lige korsarme for at understrege at dette kors symboliserer Dannebrogsflaget. Endvidere fastsattes at de to gyldne snore der binder hermelinskåben kun skal have to kvaste hver.

### Kongevåbnets fornyelse i 2025
Den aktuelle kongevåbet blev fastsat ved kongelig resolution af den 20. december 2024 og har været gældende siden 1. januar 2025. Kong Frederik 10. ønskede med ændringer “at skabe et nutidigt kongevåben, der både afspejler rigsfællesskabet og tager hensyn til historien samt den heraldiske tradition”. I hjerteskjoldet ses stadig våbenskjoldet for Huset Oldenborg. I det første felt ses som før Danmarks våbenmærke, i det andet felt ny Færøernes våbenmærke, i det tredje felt ny Grønlands våbenmærke og i det fjerde felt Slesvigs våbenmærke. De separate felter for Grønland og Færøerne skal understrege rigsfællesskabet. Våbenmærket med de tre kroner blev opgivet, da det som symbol på Kalmarunionen for længst havde mistet sin relevans, mens Slesvigs våbenmærke blev bibeholdt for at udtrykke den selvstændige historie i landsdelen Sønderjylland. Desuden blev Dannebrogskorset ændret tilbage til dettes tidligere udadbuede form.
Design-professor Sofie Beier, (Det Kongelige Akademi), kritiserer, at det danske kongehus i redesignprocessen af det nye våbenskjold har valgt et panel af seks mænd uden visuel designfaglig baggrund. Hun påpeger, at de udvalgte eksperter har stærke historiske og heraldiske kompetencer, men savner visuel designfaglighed. Beier fremhæver, at Danmark er kendt som en designnation med en unik æstetik og funktionalitet, og hun mener, at dette kunne have styrket våbenskjoldets visuelle udtryk. Hun opfordrer kongehuset til fremover at udnytte den internationale designekspertise, som Danmark er berømt for, i symbolsk vigtige projekter.

## Områder og titler der tidligere indgik i det danske rigsvåben
Den følgende liste er udarbejdet af den danske heraldiker, Erling Svane.
- Norge: 1398 – ca. 1819: på rød baggrund, en gylden løve bærende på en sølvøkse. Udgik pga. opløsningen af unionen med Norge fem år før.
- Sverige: 1398 – : Folkungløven, våbenmærke for Sverige indtil 1364. Kun brugt af Erik af Pommern.
- Pommern: 1398 – : en rød grif på sølvbaggrund. Kun brugt af Erik af Pommern.
- Bayern: 1440 – : Skråtstillede skaktern, blå og hvid. Kun brugt af Christoffer af Bayern.
- Kurpfalz: 1440 – en gylden oprejst løve på sort baggrund og kronet. Kun brugt af Christoffer af Bayern.
- Vendernes Konge: 1440 – 1972: en kronet gylden lindorm på rød baggrund. Knud 6. udråbte sig selv til Rex Sclavorum (slavernes konge). Siden Valdemar Atterdag omtalt som Vendernes Konge.
- Gothernes Konge: 1449 – 1972: på guld en gående blå løve over ni røde hjerter arrangeret 4, 3, 2. Oprindeligt en heraldisk leopard. Afledt af det danske rigsvåben og oprindeligt symbol for hertugerne af Halland. Løven er næsten altid gengivet uden krone.
- Holsten: 1440 – 1972: på rød baggrund et sølvfarvet nældeblad; til tider omgivet af de tre nagler brugt ved Kristi korsfæstelse. Oprindeligt et sølvfarvet skjold med en takket rød kant.
- Stormarn: 1496 – 1972: på rød baggrund en sølvfarvet svane med gylden krone om halsen.
- Delmenhorst: 1531 – 1972: et gyldent kors på blå baggrund.
- Ditmarsken: 1563 – 1972: på rød baggrund en ridder klædt i gylden rustning på en sølvfarvet hest. På hans venstre arm et ovalt blåt skjold med et gyldent kors og gylden kant. I den højre bærende et sværd med guldfarvet skæfte og sølvfarvet blad. Tilføjet efter Frederik 2.s erobring af Ditmarsken i 1559.
- Island: 1500-tallet til 1903: på rød baggrund en kronet hvid stokfisk, dvs. klipfisk. Dette våbenmærke har været forbundet med Island siden det tidlige 1500-tal. Tilføjet af Frederik 2. Dette symbol blev i 1903 afløst af en sølvfarvet falk på blå baggrund, som forblev i våbenet indtil efter Christian 10.s død. Island blev i 1918 et selvstændigt kongerige i personalunion med Danmark, en union som islændingene opløste i 1944. Frederik 9. besluttede at lade falken udgå af våbenet, hvorefter Færøernes vædder blev tildelt falkens tidligere placering. Grønlands isbjørn blev nu placeret i et større felt, også omfattende vædderens tidligere placering. Denne ændring blev dog først gennemført året efter ved kongelig resolution af 6. juli 1948.[7]
- Gotland: på rød baggrund et hvidt Agnus Dei. Tilføjet af Frederik 2. Sidst brugt af Frederik 6.
- Øsel: en sort ørn på blå baggrund. Tilføjet i 1603 og sidst brugt af Frederik 6. Farvekombinationen sort og blå er i modstrid med den heraldiske tinkturregel for farvevalg, hvilket har fået flere historikere til at forklare den sorte farve med oxideret blyhvidt.[11]
- Femern: på blå baggrund, en gylden krone. Tilføjet i 1666, sidst brugt af Frederik 6.
- Bornholm: på rød baggrund, en gylden drage med fire ben. Denne skal således ikke forveksles med en lindorm. Tilføjet ca. 1665, sidst brugt af Frederik 6.
- Lauenborg: 1819 – 1972: på rød baggrund et gyldent hestehoved. Dette våben er afledt af det tyske våben Sachsenross, som består af en sølvfarvet hest på rød baggrund.

## Gallerier

### Rigsvåbenet i forskellige udgaver
- Valdemar 2. Sejrs segl (konge 1202–1241).
- Erik 5. Klippings segl (konge 1259–1286).
- Erik 6. Menveds segl (konge 1286-1319). De to ørne symboliserer hans moder, Agnes af Brandenburg.
- Valdemar 4. Atterdags segl fra hans tid som kronprins (konge 1340-1375), 1340'erne.
- Kalkmaleri af Valdemar Atterdag som konge. Bemærk hjelmen på skjoldet. Sankt Peders Kirke, Næstved.
- Erik 7. af Pommerns segl, 1398. Bemærk at de tre danske løver sammen bærer en Dannebrogsfane.
I hans segl ses også det første eksempel på brugen af fire felter, adskilt af et kors.
- Christoffer 3. af Bayerns segl, 1440'erne.
- Christian 1.s sekret, 1449.
- Christian 1.s sekret, 1457-1460.
- Kong Hans' segl (konge 1481 – 1513).
- Rigsvåbenet på en nobel slået af Kong Hans i 1502.
- Christian 3.s segl (konge 1534 - 1559).
- Christian 3.s våben som det optræder i den første dansk-sprogede bibel, 1550.
- Frederik 2.s våben (konge 1559-1588). Kobberstik af Jens Bircherod, 1581.
- Erik 14. af Sverige tilføjede de norske og danske våben til det svenske rigsvåben (de 2 nederste felter). Det var en af årsagerne til udbruddet af den Nordiske Syvårskrig.
- Våben tilskrevet Frederik 2. Kobberstik fra 1592.
- Våben fra hovedet på første udgave af Kongelig allene privilegerede Tronhiems Adresse-Contoirs Efterretninger, 1767, visende våbenerne for Danmark, Norge og Kalmarunionen. Tilsvarende våbener var meget udbredte i 1700-tallet og benævnes kabinetsvåben.
- Rigsvåbenet som benyttet ca. 1535-1559. I hovedskjoldet Danmark, Norge, Sverige (pretentionsvåben) og de Venders og de Gothers. I hjerteskjoldet Slesvig, Holsten, Stormarn og Oldenborg.
- Rigsvåbenet som benyttet ca. 1559-1699. Ditmarskens rytter tilføjet efter Frederik 2.s erobring af Ditmarksken. Delmenhorsts kors tilføjet, og det sidste rigsvåben med den vendiske lindorm i skjoldfoden.
- Rigsvåbenet som benyttet 1699-1819. Dette var den sidste udgave med den norske løve, og den første, hvor man delte skjoldet i fire felter, og flyttede de slesvigske løver til hovedskjoldet.
- Rigsvåbenet som benyttet 1819-1903. Det er den første udgave af rigsvåbenet indført efter fjernelsen af den norske løve, og den sidste udgave der benyttede Islands traditionelle våbenmærke - en kronet sølvfarvet klipfisk på rød bund.
- Rigsvåbenet som benyttet 1903-1948. Dette er den eneste udgave af rigsvåbenet hvori Island repræsenteres af en falk i stedet for landets traditionelle stokfisk.
- Det store våben benyttet som et af rigsvåbenerne 1948-1959 og som kongevåben 1959-1972.
- Kongevåbnet som det har set ud 1972-2024, hvor felterne for titlerne "de Gothers konge" og "de Venders konge" og hertug af Holsten, Stormarn, Ditmarsken, Lauenborg og Delmenhorst forsvandt.

### Elementer, som indgår i rigsvåbenet
- Danmark
- Færøerne
- Grønland
- Oldenborg
- Slesvig

### Elementer, som har indgået i rigsvåbenet
- Bayern
- Bornholm
- Delmenhorst
- Ditmarsken
- Femern
- Gothernes Konge/Halland
- Gotland
- Götaland
- Holsten
- Island (indtil 1903)
- Island (efter 1903)
- Kalmarunionen (Tre kronor)
- Kurpfalz
- Norge
- Pommern
- Stormarn
- Vendernes Konge/Rügen
- Øsel

## Beslægtede symboler
Det danske statsvåben er nært beslægtet med Estlands statsvåben, som er afledt af Tallinns byvåben, der stammer fra Valdemarernes herredømme i det nordlige Estland 1219-1346. Farverne er identiske, og de vigtigste forskelle er, at hjerterne ikke indgår i det estiske rigsvåben, samt at våbenfigurerne her er heraldiske "leoparder", altså at de kigger mod beskueren, hvilket også tidligere var tilfældet for det danske rigsvåben. Det estiske rigsvåben er således identisk med et segl fra 1333 tilhørende Christoffer 2.s søn prins Otto af Danmark, som netop var hertug af Lolland og Estland. Andre lignende symboler er Englands tidligere rigsvåben, tre gyldne løver på rød bund – indført i denne skikkelse af Richard Løvehjerte – samt det nuværende våben for den tyske delstat Baden-Württemberg – tre gående sorte løver på gylden baggrund.
Det danske rigsvåben har endvidere været inspirationskilden til hertugerne af Sønderjyllands våben (eller Slesvigs våben), som bestod af to blå løver på gylden bund og stadig indgår i både kongevåbnet som symbol for Sønderjylland, i våbnet for den tyske delstat Slesvig-Holsten, i Flensborgs byvåben samt i amtsvåbenet for det tidligere Sønderjyllands Amt, i sidstnævnte tilfælde bærende en Dannebrogsvimpel. Rigsvåbenets tre løver optræder i Ribes byvåben og i afledt form (med kun en løve) i byvåbenerne for Varde og Ystad samt amtsvåbenerne for de tidligere Ribe og Nordjyllands Amter (i Ribe Amts tilfælde tre løvehoveder, i Nordjyllands Amt én løve og tre hjerter). Rigsvåbenets hjerter optræder desuden i Halmstads byvåben, som stammer fra byens danske tid; i byens våben er der dog kun 3 hjerter.
Afledt er ligeledes det tidligere våben for hertugerne af Halland; én blå løve på gylden baggrund hvorunder 9 røde hjerter arrangeret 4, 3, 2. Dette våben skiftede senere betydning og indgik indtil 1972 i kongevåbnet som symbol på kongens titel som "de Goters konge". Våbnet med den ene løve over ni hjerter optræder desuden på agterspejlet af Fregatten Jylland, og en kronet løve over ni hjerter er den centrale figur i Jydske Dragonregiments våben, i begge tilfælde fordi våbenet senere blev opfattet som Jyllands våbenmærke.
På samme måde blev de Venders lindorm opfattet som våbenmærke for Fyn, og den indgik derfor i det Fynske Livregiments våben. En lignende lindorm ses også i det våben Valdemar Atterdags søn Christoffer førte som hertug af Lolland og ses i den form videreført i våbnene for de tidligere Maribo og Storstrøms amter.
Hjerterne i det danske rigsvåben går desuden igen i våbnet for det tyske distrikt Lüneburg.

### Liste over beslægtede symboler
- Estlands rigsvåben og Tallinns byvåben
- Sønderjyllands våbenmærke (indgår i kongevåbnet)
- Amtsvåbnerne for hhv. Københavns Amt, Nordjyllands Amt, Ribe Amt og Sønderjyllands Amt
- Slesvig-Holstens våbenmærke
- Våbenmærket for det tyske distrikt Lüneburg
- Våbenmærket for den tyske by Dannenberg og Landkreis Dannenberg
- Storbritanniens Prins Philip, dronning Elizabeth 2.'s mand og kong Charles 3.'s far, benyttede et personligt flag, hvori det danske tre-løve-våben indgår i første felt. Dette skyldes, at han nedstammer fra den græske kongefamilie, der er en sidegren til det danske kongehus.

## Ekstern henvisning
- Wikimedia Commons har flere filer relateret til Danmarks rigsvåben